# Josian Santiago
José A. "Josian" Santiago Rivera (Comerío, 27 de agosto de 1957) es un político puertorriqueño del Partido Popular Democrático. Sirvió como alcalde del municipio de Comerío entre 2001 y 2025 y como presidente de la Asociación de Alcaldes de Puerto Rico en 2010. En las elecciones legislativas de 2024 fue electo senador por acumulación para el periodo 2025-2029.

## Primeros años y educación
Santiago nació en Comerío, hijo de José Santiago Berrior y Angélica Rivera y es uno de seis hermanos, junto con tres hermanas, Myrna, Marisol y Nitza, y dos hermanos, Javier y Fernando. Fue aquí donde realizó sus estudios primarios, iniciándolos en la Escuela Elemental El Salto, completando el sexto grado en la Escuela Horace M. Towner y recibiendo su diploma de escuela superior en la Escuela Superior Juana Colón. Durante su juventud, también fue estudiante del Centro Residencial de Oportunidades Educativas de Mayagüez, un centro residencial que ofrece educación individualizada. Santiago luego se matriculó en la Universidad de Puerto Rico, Recinto de Río Piedras, en San Juan. Completó su bachillerato en Administración de Empresas y se convirtió en contador público certificado.

## Carrera política
En 1979, Santiago se involucró en el servicio público, administrando la gestión de fondos externos para el municipio bajo la dirección del alcalde Gumersindo Carmona. Posteriormente fue ascendido al rango de Secretario Municipal, cargo que ocupó durante el mandato del alcalde Pablo Centeno durante toda la década de 1980. En 1993, Santiago fue reclutado para trabajar como asistente de José Aponte de la Torre, alcalde de Carolina.

## Vida personal
Santiago está casado con Ramona Nieves y es padre de cuatro hijos, Juan José, Mónica, José Juan y Jozy Santiago Nieves. Es un devoto practicante de la iglesia católica romana y dirigió la Juventud Acción Católica, una organización religiosa juvenil. 
El 12 de marzo de 2010, Santiago asumió la presidencia interina de la Asociación de Alcaldes de Puerto Rico (AAPR), vacante por el líder soberanista William Miranda Marín, quien padecía cáncer de páncreas. Posteriormente fue apoyado por sus pares para hacerse cargo del cargo oficialmente, siendo juramentado por el propio Miranda Marín. Su equipo fue completado por Pedro García, alcalde de Hormigueros, como primer vicepresidente; Jorge Márquez, alcalde de Maunabo, como segundo vicepresidente y Heriberto Vélez, alcalde de Quebradillas como secretario.
Bajo la presidencia de Santiago, la AAPR lanzó una campaña fuertemente pro puertorriqueña, cruzando en ocasiones líneas políticas para apoyar una determinada causa. Una de estas instancias fue sumarse a varias protestas multisectoriales contra la Vía Verde, un oleoducto que podría dañar los recursos naturales de la región kárstica de Puerto Rico. También encabezó una actividad en Comerío, donde estuvo acompañado de otras figuras destacadas como Luis Gutiérrez, para apoyar la liberación del último preso político puertorriqueño, Oscar López. Santiago se opuso personalmente a la revocación de un acuerdo legal alcanzado entre todos los municipios y la Autoridad de Energía Eléctrica (AEE), que pondría en peligro la disponibilidad de la red eléctrica para localidades más pequeñas. La entidad también recuperó una línea directa para garantizar los fondos de educación.
Como portavoz, Santiago también fue el encargado de denunciar la disparidad en la asignación de fondos entre municipios del PPD y del PNP. La AAPR boicoteó las actividades oficiales bajo la administración del PNP para expresar su desprecio por estas acciones. Santiago se opuso directamente a su antítesis, el presidente de la Federación de Alcaldes de Puerto Rico (FAPR) del PNP, Héctor O'Neill, sobre todo cuando se produjo un fraude a gran escala en las primarias del Distrito 6 de Guaynabo, que se planeó desde dentro de la estructura de gobierno del municipio.

## Posiciones políticas
Santiago se identifica como soberanista, la facción dentro del Partido Popular Democrático que persigue la eliminación de la cláusula territorial reclamando la soberanía de Puerto Rico, al tiempo que aprueba el ELA Soberano, un documento de asociación con los Estados Unidos que salvaguarda los acuerdos existentes, incluyendo la moneda común, las becas de educación y la ciudadanía. 